# Quiddelbacher Höhe / Nürburgring
Das Naturschutzgebiet Quiddelbacher Höhe / Nürburgring liegt im Landkreis Ahrweiler in Rheinland-Pfalz. Das etwa 27 ha große Gebiet, das im Jahr 2002 unter Naturschutz gestellt wurde, erstreckt sich südwestlich der Ortsgemeinde Quiddelbach. Östlich verläuft die B 257 und südlich die B 258. Südöstlich liegt der Nürburgring.
Schutzzweck ist die Erhaltung, Pflege und Entwicklung der Hochfläche Quiddelbacher Höhe als Standort seltener, in ihrem Bestand bedrohter wildwachsender Pflanzen und Pflanzengesellschaften, als Lebensraum seltener, in ihrem Bestand bedrohter Tierarten sowie wegen der besonderen landschaftlichen Eigenart und Schönheit des Gebietes. Zum Schutz und Erhalt wird dieses Gebiet maschinell und mit Schafen gepflegt.